# Ушкемпир (Жангалинский район)
Ушкемпир (каз. Үшкемпір) — село в Жангалинском районе Западно-Казахстанской области Казахстана. Входит в состав Бирликского сельского округа. Код КАТО — 274033300.

## Население
В 1999 году население села составляло 379 человек (185 мужчин и 194 женщины). По данным переписи 2009 года, в селе проживало 268 человек (145 мужчин и 123 женщины).